# او۲ اسلواکی
او۲ اسلواکی (انگلیسی: O2 Slovakia) شرکت مخابرات اسلواک است، که در سال ۲۰۰۶ توسط شرکت تلفونیکا جمهوری چک تأسیس شد.